# Jhelum (distrikt)

Karta över provinsen Punjab med distriktet Jhelum markerat

Jhelum (urdu: ضلع جہلم) är ett distrikt i den pakistanska provinsen Punjab. Administrativ huvudort är Jhelum. Distriktet har fått sitt namn efter floden Jhelum.

## Administrativ indelning
Distriktet är indelat i fyra Tehsil.
- Jhelum Tehsil
- Sohawa Tehsil
- Pind Dadan Khan Tehsil
- Dina Tehsil